# Adrianus Albertus Johannes Rijksen

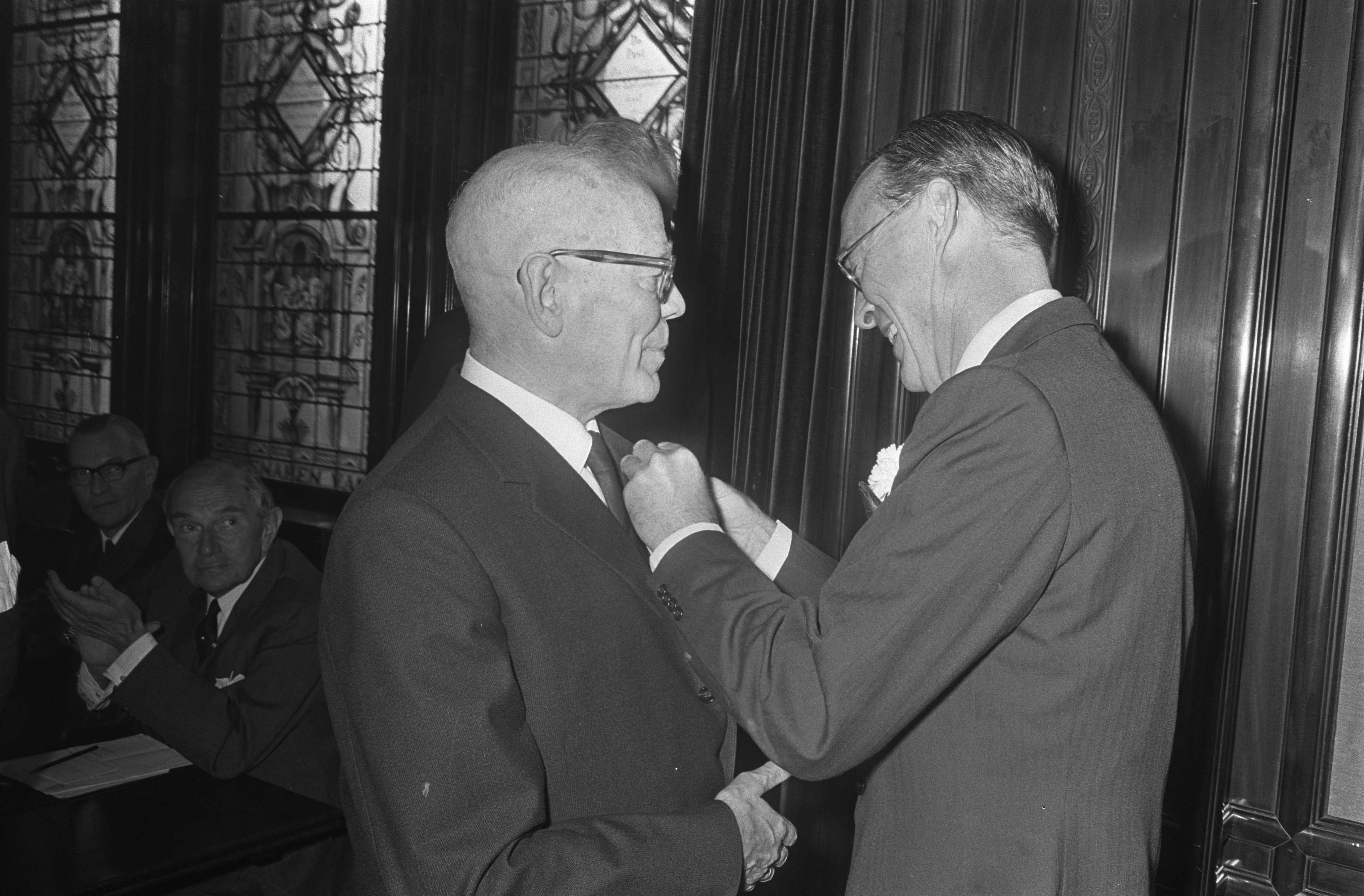
A.A.J. Rijksen krijgt zilveren anjer (1967)

Adrianus Albertus Johannes Rijksen, bekend als mr. A.A.J. Rijksen, (Bemmel, 1 maart 1894 - Gouda, 5 augustus 1978) was een Nederlands advocaat en procureur.
Hij studeerde rechtsgeleerdheid aan de Universiteit Utrecht (candidaats 1916). Hij was vanaf de beginjaren twintig tot 1966 faillissementscurator, advocaat, procureur en (plaatsvervangend) kantonrechter (1927, Gouda); eerst korte tijd te Rotterdam daarna Gouda.
In 1975 werd hij onderscheiden met de Zilveren Anjer voor zijn kennis van en werk voor de gebrandschilderde glazen in de Grote of Sint-Janskerk in Gouda, bekend als Goudse Glazen van de Sint-Janskerk in Gouda. Hij verdiepte zich in de geschiedenis van de glazen, zeker nadat die door de Delftse glazenier Jan Schouten gerestaureerd waren. Rijksen publiceerde over de glazen en richtte samen met de Vereniging voor Vreemdelingenverkeer er een expositie over in. Hij werkte sinds 1937 jarenlang aan documentatie van die glazen. Hij wilde toen in het kader van de Boekenweek een tentoonstelling organiseren over literatuur over de glazen (ze waren net gerestaureerd) en probeerde die te vinden. Dat bleek er onvoldoende te zijn (1853 zou volgens hem het laatste drukwerk zijn geweest). Minister Jan Rudolph Slotemaker de Bruine opende die tentoonstelling nog. Vanuit een positief saldo in de opbrengsten kon Rijksen zich verder te verdiepen in de materie.  Hij zou er daarna over publiceren en ondersteund door zijn echtgenote lezingen over houden. Vanwege de oorlogsdreiging in 1939 probeerde hij de glazen voor oorlogsschade te behoeden; een jaar later volgde de oprichting van Stichting Fonds Goudse Glazen. Tijdens de Tweede Wereldoorlog en zelfs tijdens een verblijf in het gijzelaarskamp Beekvliet in Sint-Michielsgestel (april 1942-december 1943) kon hij werken aan zijn grote publicatie van Gespiegeld in kerkeglas. Na een aanvullende studie in Italië werd dat boek in 1947 uitgegeven bij De Tijdstroom te Lochem. In 1967 volgde nog Inventaris van de cartons van de gebrandschilderde glazen in de Grote of St-Janskerk te Gouda.
Alhoewel hij blij was met die onderscheiding, maakte hij toch de opmerking dat hij hem veel eerder had verdiend; Hij kon echter lang die prijs niet krijgen omdat hij jarenlang tot 1964 in de jury zat die de kandidaten voor de onderscheiding moest beoordelen.

## Familie
Hij was zoon van Geertruida Johanna Gelderman en hoofdonderwijzer Richardus Rijksen. Hijzelf trouwde in 1923 met Annigje (Annie) Koning (1897-1977). Zij was werkzaam binnen het onderwijs (lerares en examencommissie nijverheidsonderwijs), was verbonden aan de Vereniging voor Huisvrouwen (gaf lezingen over opvoeding) en publiceerde Loterijen in de 16e eeuw tot herbouw van de St Janskerk te Gouda. Het echtpaar Rijksen woonde langere tijd aan de Crabethstraat 43 vernoemd naar de glazeniers van het werk Dirck en Wouter Crabeth. Hij overleed op 84-jarige leeftijd, nog geen half jaar na zijn echtgenote; hij werd in stilte gecremeerd. Zijn bericht van overlijden vermeldt naast de Zilveren Anjer ook benoemingen tot ereburger van Gouda en tot officier in de Orde van Oranje-Nassau.